# Нантерр (округ)
Округ Нантер (фр. Arrondissement de Nanterre) — округ у Франції, в департаменті О-де-Сен. 2023 року округ об'єднував 17 муніципалітетів, населення становило 903 365 осіб.
Адміністративний центр (супрефектура) — Нантер.

## Склад
Округ включає в себе 24 кантони:
| Кантон                   | Площа, км² | Населення, осіб | Рік  | Адміністративний центр | Кількість муніципалітетів |
| ------------------------ | ---------- | --------------- | ---- | ---------------------- | ------------------------- |
| Аньєр-сюр-Сен Південний  | -          | 32384           | 1999 | Аньєр-сюр-Сен          | 1                         |
| Аньєр-сюр-Сен Північний  | -          | 43453           | 1999 | Аньєр-сюр-Сен          | 1                         |
| Буа-Коломб               | 1,92       | 27600           | 2007 | Буа-Коломб             | 1                         |
| Вільнев-ла-Гаренн        | 3,20       | 24516           | 2007 | Вільнев-ла-Гаренн      | 1                         |
| Гарш                     | -          | 41594           | 1999 | Гарш                   | 2                         |
| Женнвільє Південний      | -          | 20660           | 1999 | Женнвільє              | 1                         |
| Женнвільє Північний      | -          | 21853           | 1999 | Женнвільє              | 1                         |
| Кліші                    | -          | 37947           | 1999 | Кліші                  | 1                         |
| Коломб Південний         | -          | 27726           | 1999 | Коломб                 | 1                         |
| Коломб Північно-Західний | -          | 24606           | 1999 | Коломб                 | 1                         |
| Коломб Північно-Східний  | -          | 24425           | 1999 | Коломб                 | 1                         |
| Курбевуа Південний       | -          | 41343           | 1999 | Курбевуа               | 1                         |
| Курбевуа Північний       | -          | 28351           | 1999 | Курбевуа               | 2                         |
| Ла-Гаренн-Коломб         | 1,78       | 27001           | 2007 | Ла-Гаренн-Коломб       | 1                         |
| Леваллуа-Перре Південний | -          | 26532           | 1999 | Леваллуа-Перре         | 1                         |
| Леваллуа-Перре Північний | -          | 40400           | 1999 | Леваллуа-Перре         | 2                         |
| Нантер Південно-Західний | -          | 28758           | 1999 | Нантер                 | 1                         |
| Нантер Південно-Східний  | -          | 22350           | 1999 | Нантер                 | 1                         |
| Нантер Північний         | -          | 33173           | 1999 | Нантер                 | 1                         |
| Неї-сюр-Сен Південний    | -          | 27244           | 1999 | Неї-сюр-Сен            | 1                         |
| Неї-сюр-Сен Північний    | -          | 32604           | 1999 | Неї-сюр-Сен            | 1                         |
| Пюто                     | 3,19       | 43994           | 2007 | Пюто                   | 1                         |
| Рюей-Мальмезон           | -          | 49911           | 1999 | Рюей-Мальмезон         | 1                         |
| Сюрен                    | 3,79       | 44738           | 2007 | Сюрен                  | 1                         |

## Населені пункти
Найбільші населені пункти округу з населенням понад 5 тисяч осіб:
| Муніципалітет     | Населення, осіб | Рік  | Кантон                                                              |
| ----------------- | --------------- | ---- | ------------------------------------------------------------------- |
| Нантер            | 88875           | 2007 | Нантер Південно-Західний, Нантер Південно-Східний, Нантер Північний |
| Курбевуа          | 84974           | 2007 | Курбевуа Південний, Курбевуа Північний                              |
| Коломб            | 82552           | 2007 | Коломб Південний, Коломб Північно-Західний, Коломб Північно-Східний |
| Аньєр-сюр-Сен     | 82056           | 2007 | Аньєр-сюр-Сен Південний, Аньєр-сюр-Сен Північний                    |
| Рюей-Мальмезон    | 78145           | 2007 | Гарш, Рюей-Мальмезон                                                |
| Леваллуа-Перре    | 63225           | 2007 | Леваллуа-Перре Південний, Леваллуа-Перре Північний                  |
| Неї-сюр-Сен       | 60454           | 2007 | Неї-сюр-Сен Південний, Неї-сюр-Сен Північний                        |
| Кліші             | 58646           | 2007 | Кліші Леваллуа-Перре Північний                                      |
| Сюрен             | 44738           | 2007 | Сюрен                                                               |
| Пюто              | 43994           | 2007 | Пюто                                                                |
| Женнвільє         | 41960           | 2007 | Женнвільє Південний, Женнвільє Північний                            |
| Буа-Коломб        | 27600           | 2007 | Буа-Коломб                                                          |
| Ла-Гаренн-Коломб  | 27001           | 2007 | Ла-Гаренн-Коломб                                                    |
| Вільнев-ла-Гаренн | 24516           | 2007 | Вільнев-ла-Гаренн                                                   |
| Гарш              | 18196           | 2007 | Гарш                                                                |

## Муніципалітети
Список муніципалітетів округу та їхні коди INSEE:
1. Аньєр-сюр-Сен (92004)
2. Буа-Коломб (92009)
3. Вільнев-ла-Гаренн (92078)
4. Вокрессон (92076)
5. Гарш (92033)
6. Женнвільє (92036)
7. Кліші (92024)
8. Коломб (92025)
9. Курбевуа (92026)
10. Ла-Гаренн-Коломб (92035)
11. Леваллуа-Перре (92044)
12. Нантер (92050)
13. Неї-сюр-Сен (92051)
14. Пюто (92062)
15. Рюей-Мальмезон (92063)
16. Сен-Клу (92064)
17. Сюрен (92073)